# Nordiska mästerskapen i brottning 1970
Nordiska mästerskapen i brottning 1970 hölls den 18 april 1970 i Sundsvall i Sverige. Det var den 13:e upplagan av tävlingen.

## Medaljtabell
*   Värdland ( Sverige)
| Nr                  | Nation              | Guld | Silver | Brons | Totalt |
| ------------------- | ------------------- | ---- | ------ | ----- | ------ |
| 1                   | Sverige*            | 5    | 4      | 0     | 9      |
| 2                   | Finland             | 4    | 5      | 2     | 11     |
| 3                   | Norge               | 1    | 1      | 4     | 6      |
| 4                   | Danmark             | 0    | 0      | 4     | 4      |
| Totalt (4 nationer) | Totalt (4 nationer) | 10   | 10     | 10    | 30     |

## Resultat

### Grekisk-romersk stil
| Gren    | Guld            | Silver           | Brons             |
| 48 kg   | Rolf Andersson  | Raimo Hirvonen   | Henning Holte     |
| 52 kg   | Per Lindholm    | Erkki Pakkanen   | Alex Børger       |
| 57 kg   | Risto Björlin   | Johnny Spjut     | Øivind Solskjær   |
| 63 kg   | Martti Laakso   | Lars Borg        | Poul E. Henriksen |
| 68 kg   | Kauno Määttä    | Raimo Mylläri    | Tage Weirum       |
| 74 kg   | Janne Karlsson  | Arto Savolainen  | Roger Skauen      |
| 82 kg   | Matti Laakso    | Leif Andersson   | Svein Jonassen    |
| 90 kg   | Håkon Øverby    | Roland Andersson | Teuvo Sillitaeae  |
| 100 kg  | Pelle Svensson  | Aimo Mäenpää     | Einar Gundersen   |
| +100 kg | Arne Robertsson | Ragnvald Tangen  | Hannu Hämäläinen  |